# Liste des écorégions de France
Le WWF a établi une liste d'écorégions terrestres couvrant l'ensemble de la surface de la planète. Elles ne décrivent pas l'environnement français dans son ensemble, car celui-ci est largement fragmenté par les activités agricoles notamment, mais représentent les écosystèmes potentiels de ces terres, tels qu'elles étaient avant l'anthropisation. Le territoire de la France métropolitaine comprend dix écorégions dont la plupart se prolongent sur d'autres pays, réparties en trois biomes. :
- Biome des forêts de feuillus et forêts mixtes tempérées :
  - les forêts mixtes atlantiques, Ouest ;
  - les forêts de feuillus d'Europe occidentale, centre-Est ;
  - forêts de conifères et mixtes des Pyrénées, Sud (Pyrénées) ;
  - forêts mixtes cantabriques, extrême Sud-Ouest.
- Biome des forêts de conifères tempérées :
  - forêts de conifères et mixtes des Alpes, Sud-Est (Alpes)
- Biome des forêts, zones boisées et maquis méditerranéens :
  - forêts méditerranéennes du Nord-Est de l'Espagne et du Sud de la France, midi ;
  - forêts sclérophylles et semi-décidues italiennes, extrême Sud-Est ;
  - forêts sclérophylles et mixtes thyrrhéniennes et adriatiques, basses terres de Corse ;
  - forêts de feuillus et mixtes d'altitude de Corse, hautes terres de Corse.